# الناز شفیعیان
الناز شفیعیان (زادهٔ ۱۳۸۰ در بندر انزلی) قایق‌ران تیم ملی قایق‌رانی بانوان اهل ایران است.

## زندگی ورزشی
الناز شفیعیان در سال ۱۳۸۰ در بندر انزلی متولد شد. او فرزند علیرضا شفیعیان، بازیکن پیشین تیم فوتبال ملوان است. وی از ۹ سالگی قایق‌رانی را در باشگاه ملوان آغاز کرد. او در سال ۱۳۹۸ برای مسابقات جهانی مجارستان و کسب سهمیهٔ المپیک، در رشتهٔ کایاک یک‌نفره ۲۰۰ متر و ۵۰۰ متر انتخاب شد و تنها قایق‌ران این رشته در تیم ملی ایران بود.

## افتخارات ورزشی
- مدال طلای کایاک یک‌نفره ۵۰۰ متر جوانان آسیا، سمرقند ازبکستان ۱۳۹۷[۵]
- مدال طلای کایاک یک‌نفره ۲۰۰ متر جوانان آسیا، سمرقند ازبکستان ۱۳۹۷[۶]
- مدال طلای کایاک دونفره ۲۰۰ متر جوانان آسیا، سمرقند ازبکستان، به همراه کیانا کمال‌زاده، ۱۳۹۷[۷]
- مدال برنز کایاک دو نفره ۵۰۰ متر جوانان آسیا، سمرقند ازبکستان، به همراه سما یاسمی ۱۳۹۷[۸][۹]
- مدال نقره کایاک چهارنفره ۵۰۰ متر جوانان آسیا، سمرقند ازبکستان ۱۳۹۷[۹]
- مدال نقرهٔ کایاک یک‌نفره ۲۰۰ متر جوانان آسیا، مسابقات آب‌های آرام قهرمانی آسیا، شانگهای چین[۱۰]
- مدال برنز کایاک یک‌نفره ۵۰۰ متر جوانان آسیا، مسابقات آب‌های آرام قهرمانی آسیا، شانگهای چین[۱۰]
- مدال برنز کایاک چهارنفره ۵۰۰ متر جوانان آسیا، مسابقات آب‌های آرام قهرمانی آسیا، شانگهای چین[۱۰]
- مدال طلای کایاک دونفره ۵۰۰ متر، مسابقات قایقرانی آب‌های آرام بانوان کشور ۱۳۹۸[۱۱]
- مدال طلای کایاک یک‌نفره ۲۰۰ متر، مسابقات قایقرانی آب‌های آرام بانوان کشور ۱۳۹۸[۱۱]